# Нови медији
Нови медији као појам, означава технолошку револуцију преношења медија и културе на облике комуникације и продукције асистиране рачунарима. Новим медијима се такође означавају врсте дигитализованих медија, као што су дигитални текстови, дигиталне статичне слике, дигитални видео, дигитални звук и просторне виртуелне конструкције.
Популарно гледано, категорије које се сматрају новим медијима су: Интернет, веб презентације, мултимедија, видео-игре, ЦД-РОМ, DVD и виртуелна реалност. Дубље гледано, постоје многобројни телевизијски програми снимљени у дигиталном формату, који се касније едитују на рачунарима, као и филмови у којима се користи 3Д анимација и дигитално компоновање, тако да популарно виђење изгледа прилично ограничено. Савремени графички дизајн је незамислив без рачунара (компоновање текста, фотографија, илустрација, с циљем комуникације одређене поруке).
Ограничавање на популарну дефиницију, односно поистовјећивање нових медија са коришћењем рачунара за складиштење, дистрибуцију и приказивање медија, али не узимање у обзир чин продукције, је парцијално виђење револуције нових медија. Не постоји ни један разлог за привилеговање рачунара као машина за продукцију, или уређаја са складиштење, дистрибуцију и приказивање медија. И један и други принцип имају исти потенцијал за мијењање постојећих језика културе, али и исти потенцијал да их не мијењају.
Штампарија у 14. и фотографија у 19. вијеку, имале су значајан утицај на развој и уобличавање модерног друштва и културе. Револуција нових медија, односно преношење културе на облике продукције, дистрибуције и комуникације, асистиране рачунарима, много је дубља од претходних и тренутно тек почињемо да региструјемо њене прве посљедице. Док је штампарија утицала на само један степен комуникације културе, дистрибуцију медија, фотографија на једну врсту комуникације културе, статичну слику, револуција рачунарских медија утиче на све степене комуникације, укључујући прикупљање, манипулацију, складиштење и дистрибуцију, као и на све врсте медија, као што су текст, статична слика, видео, звук и просторне конструкције.

## Принципи нових медија
Идентитет медија је доживио драстичне промјене. Кључне разлике између старих и нових медија је могуће детаљније размотрити преко сљедећих принципа:
1. нумеричко представљање
2. модуларност
3. аутоматизација
4. промјењљивост
5. транскодирање

### Нумеричко представљање
Сваки објекат нових медија, било да се ради о објекту створеном на рачунару, или дигитализованом из неког аналогног извора, се састоји од дигиталног кода, односно постаје нумеричка репрезентација. Та чињеница има двије кључне посљедице:
- Објекат нових медија је могуће описати формалистички, односно математички. На примјер, слику или геометријски лик је могуће представити преко математичких функција.
- Објекат нових медија је подложан алгоритамској манипулацији. На примјер, примјеном одговарајућих алгоритама, могуће је аутоматски побољшати контраст неке фотографије, пронаћи границе облика и форми, измјенити пропорције и резолуцију. Краће, објекте нових медија је могуће манипулисати програматички.

### Модуларност
Принцип модуларности би се могао описати као „фрактална структура нових медија“. Као што фрактали имају исту структуру у различитим величинама, тако и објекти нових медија имају исту модуларну структуру. Елементи медија, било да се ради о слици, звуку, облицима, или понашањима, представљени су као скупови суштинских елемената (пиксела, полигона, воксела, кода, и скрипти). Ти елементи су саставни дио већих и сложенијих објеката, али не губе свој издвојени идентитет.

### Аутоматизација
Нумеричко кодирање медија (принцип 1.) и модуларна структура објеката медија (принцип 2.), омогућавају аутоматизацију многих операција везаних за продукцију, манипулацију и приступ медијима.

### Промјењљивост
Објекат нових медија није фискне природе и подложан је промјенама, односно може да постоји у различитим, потенционално бесконачним верзијама. То је још једна посљедица нумеричког кодирања медија (принцип 1.) и модуларне структуре објекта (принцип 2.).

### Транскодирање
Транскодирање је још један, али дубљи принцип, посљедица нумеричке репрезентације и модуларне структуре. У језику нових медија, транскодирање је превођење нечега у нови формат. У револуцији нових медија, транскодирање се одиграва на два слоја. Први се тиче самог процеса дигитализације медија, или промјену формата објекта нових медија креираног уз помоћ рачунара, а други њиховог културолошког транскодирања у различитим културама и поткултурама.